# Размётанные облака
«Размётанные облака», иное русское название — «Разбросанные облака», (яп. 乱れ雲: мидарэгумо; англ. Two in the Shadow) — японский фильм-драма (мелодрама), поставленный режиссёром Микио Нарусэ в 1967 году. Последний фильм мастера кино, скончавшегося спустя два года.

## Сюжет
Тридцатилетняя Юмико, жена дипломата, собирается покинуть Японию, чтобы следовать за своим мужем-дипломатом в Вашингтон. К сожалению, в тот же день она узнаёт о смерти мужа, который был сбит машиной. Водитель Сиро Мисима, виновный в гибели её мужа, в сопровождении одного из своих коллег появляется на похоронах, чтобы выразить свои соболезнования, однако получает гневный отпор со стороны отца покойного и молчаливый, полный страдания взгляд вдовы Юмико.
Сиро Мисима на судебном процессе был объявлен невиновным в непредумышленном убийстве во время аварии. Его шина взорвалась, и он потерял контроль над своей машиной. В том самом ресторане, где Юмико в последний раз виделась со своим супругом, Сиро Мисима назначил встречу ей и её сестре. Её сестра Аяко в восторге от того, что виновник смерти мужа Юмико желает выплачивать по 15 000 иен ежемесячной компенсации, тогда как объявлен невиновным и ничто не обязывает его. Аяко уговаривает сестру не отказываться от денег, но Юмико чрезвычайно трудно простить виновного в гибели её мужа человека. Босс Сиро Мисимы переводит его на место службы в филиал компании, расположенный в небольшом северном городке не только из-за того, что он хочет избежать негативных последствий для его фирмы из-за скандала с аварией, но и чтобы раз и навсегда разорвать связь Мисимы с его дочерью Тэруко.
Юмико всё же постепенно начинает приходить в себя после случившегося. Она находит квартиру и случайную работу сначала в агентстве по недвижимости, затем после его закрытия в кассе ресторана. Аяко настоятельно рекомендует, чтобы Юмико приняла предложение невестки, Кацуко, вдовы их брата. Сейчас Кацуко управляет семейной гостиницей в северной провинции Аомори, на берегу озера Товада, и ей нужна помощь. Чтобы окончательно забыть всё Юмико соглашается вернуться в места своего детства. Но именно в этот же город был переведён и Сиро Мисима. Их случайные и неслучайные встречи будут всё чаще и чаще и всё более и более приятными. Но возможно ли испытать любовь, когда такая драма разделяет их?

## В ролях
- Юдзо Каяма — Сиро Мисима
- Ёко Цукаса — Юмико
- Мицуко Кусабуэ — Аяко, сестра Юмико
- Мицуко Мори — Кацуко
- Дайскэ Като — Хаясида
- Миэ Хама — Тэруко
- Ёсио Цутия — муж Юмико
- Ю Фудзики — Исикава, муж Аяко
- Тадао Накамару — Фудзивара
- Кумэко Урабэ — мать Сиро Мисимы
- Нобуо Накамура — Такэути, босс Мисимы
- Риэ Накагава — Фусаэ

В самой последней ленте японского режиссёра Микио Нарусэ специально не фиксируется внимание на небе, но мы всё равно это чувствуем по ясному финалу, когда герои, трудно решавшиеся на любовь друг к другу (Сиро был виновником смерти мужа Юмико в автокатастрофе), буквально пережили, как в лихорадке, и состояние грозы, и летнего дождя, который явился будто бы некстати, но помог им обрести самих себя. В фильме есть сознательная сюжетная недоговорённость, недопроявленность любовных ощущений, нахлынувших подобно дождю, проходящему стороной. И скромное величие внезапной страсти, охватившей двух влюблённых, оттого и воздействует сильнее и неизбывнее, поскольку она сама остаётся за кадром и словно за скобками поведанной истории, лишь подразумеваясь, сохраняя невинное обаяние невысказанности, непрояснённости, о чём можно только украдкой нашептать в полном одиночестве посреди “неравнодушной природы”...

## Премьеры
- — национальная премьера фильма состоялась 18 ноября 1967 года[2].
- — американская премьера фильма прошла 24 апреля 1968 года[3].
- — 27 мая 2001 года кинолента впервые была показана российским любителям кино в рамках ретроспективы фильмов Микио Нарусэ в Москве[4].
- — 17 ноября 2006 года фильм был впервые показан португальским зрителям в Лиссабоне в Cinemateca Portuguesa[3].
- — 23 ноября 2007 года первый показ в Греции в рамках МКФ в Салониках[3].
- — реставрированная версия фильма была представлена французским любителям кино 19 июля 2017 года[3].

## Комментарии
1. ↑  Под обоими названиями («Размётанные облака» и «Разбросанные облака») фильм можно найти в русском переводе на торрент-трекерах и сайтах онлайн-просмотров в сети.